# Jean-Marie Guillou
Jean-Marie Guillou (Yann-Vari Gwilhou en breton) est un prêtre catholique du diocèse de Quimper et Léon, écrivain, poète, et compositeur de cantiques bretons, né à Cléder le 2 décembre 1830, et décédé le 1er septembre 1887 à Penmarc'h.

## Biographie
Ordonné prêtre le 2 juin 1855, il fut d’abord nommé professeur au collège de Lesneven puis en 1857 instituteur à Plouguerneau. Vicaire à la paroisse d’Hanvec en 1863, et ensuite à Lanhouarneau en 1863, il fut nommé recteur de la paroisse de Locmaria (Quimper) en 1870, puis recteur de Penmarc'h en 1872.
Il fut surnommé « ar c'hantiker bras an eskopti » (le grand compositeur de cantiques) du diocèse de Quimper et Léon. 
Parmi ses cantiques les plus connus, on peut citer : Patronez dous ar Folgoad, Itron Varia Rumengol, Cantique de Penhors, Eürus an hini, Evit beva gant levenez, Galvadenn Doue, Piou lavaro pebez glac'har, Embanner bras ar binijenn.

## Œuvres
- (br) Buez sant Theodot, patron ann hostisien (Vie de saint Théodote, patron des aubergistes), Quimper, impr. Ar. de Kerangal, 1871, 174 p.
- (br) Christo, Sant Theodot patron an ostizien (3e éd.), avec illustrations de René Roy, Saint-Pol-de-Léon, Ti Emgleo Sant-Iltud, 1922, 129 p. [2].
- (br) Kantikou brezounek Eskopti Kemper ha Leon, renket a nevez dre urs ann Aotrou ’nn Eskop Nouvel (Cantiques bretons du diocèse de Quimper et de Léon, nouvellement publiés sur ordre de Mgr [Anselme] Nouvel [de La Flèche]), Quimper, A. de Kerangal, 1880, 139 p., réédité en 1901 et 1908.
- Petites étymologies bretonnes : d'après MM. Pictet, Zeuss, Davies, Lorédan, Larchey, etc., Quimper, A. de Kerangal, 1882, 159 p.
- (br) Miz Mari an eskob dall [suivi des] Kantikou miz Mari. Tennet evit al loden vrassa eus a skridou an Eskob santel de Ségur, renket ha lakeat e brezounek gant an aotrou Sann, persoun Bannalec hag an aotrou Guillou, maro persoun e Penmarc’h [3]. Quimper, impr. Arsène de Kerangal, 1891, 208-80-XIV p.
- Airs des cantiques bretons du diocèse de Quimper et Léon, Quimper / Rennes, J. Salaün / H. Vatar, 1914, 55 p.

Et de nombreux kantikou (cantiques bretons), sôniou (chants d’amour et de fête), et gwerziou (complaintes).